# Saggau (Sulm)
Die Saggau (auch der Saggaubach) ist ein rund 24 Kilometer langer rechter Nebenfluss der Sulm in der Steiermark, Österreich.

## Namensherkunft
Der Name Saggau leitet sich aus dem indogermanischen Wort sek (sok) her. Dies bedeutet „abrinnen“ oder „versiegen“.

## Geographie
Die Quellflüsse der Saggau sind der linke Haderniggbach und der rechte Auenbach, die bei Aibl in der Gemeinde Eibiswald auf etwa 379 m ü. A. zusammenfließen. Die so entstandene Saggau läuft danach in östlicher bis nordöstlicher Richtung durch die Gemeinden Oberhaag, Sankt Johann im Saggautal und Großklein, wo sie auf etwa 280 m ü. A. von rechts in die Sulm mündet.
Die Saggau hat ein Einzugsgebiet von 229,59 Quadratkilometern.
Das Tal der Saggau wird im Süden vom Poßruck begrenzt, auf dessen Kamm die Grenze zu Slowenien verläuft. Die nördliche Wasserscheide zur oberen Sulm läuft durch die Greith-Berge. Im Osten steigen die Windischen Bühel zum Kreuzberg an.
Die größten Nebenbäche sind:
| Name               | Lage       | Mündung Ort | Höhe m. ü. A. | Einzugsgebiet km² |
| ------------------ | ---------- | ----------- | ------------- | ----------------- |
| Haderniggbach      | linker OL  | Aibl        | 379           | 13,28             |
| Auenbach           | rechter OL | Aibl        | 379           | 12,77             |
| Lateinbach         | rechts     | Udelsdorf   | 318           | 10,02             |
| Wuggnitzbach       | rechts     | Oberhaag    | 316           | 04,19             |
| Lieschenbach       | rechts     | Oberhaag    | 314           | 06,34             |
| Altenbach          | rechts     | Unterhaag   | 309           | 04,71             |
| Pößnitzbach        | rechts     | Saggau      | 299           | 60,19             |
| Priestergrabenbach | links      | Radiga      | 290           | 06,36             |
| Kleingrabenbach    | rechts     | Großklein   | 282           | 09,76             |

## Hochwasser
Nach starken Regenfällen vom 3. bis zum 4. August 2023 wurde am Pegel Gündorf (Gemeinde Sankt Johann im Saggautal) das HQ100 (hundertjährliche Hochwasser) überschritten. Der Durchfluss stieg auf über 200 m³/s, während er im Durchschnitt unter 1 m³ liegt.